# DOA: Dead or Alive
DOA: Dead or Alive è un film del 2006 diretto da Corey Yuen. È basato sulla serie di videogiochi Dead or Alive, creata dal Team Ninja della Tecmo.

## Trama
Contattati dopo aver dimostrato le loro abilità, sedici combattenti vengono invitati al DOA, il torneo internazionale di arti marziali più famoso al mondo. Ogni combattente viene scelto in base alla sua arte di combattimento, scontrandosi con gli altri campioni che rappresentano un'arte marziale.
Kasumi, principessa ninja, viene scelta per il DOA dopo essere fuggita dal suo palazzo reale, atto di alto tradimento che la trasforma in una traditrice per il suo clan. Il prezzo da pagare è la morte, ma la ricerca di suo fratello, Hayate, è molto più importante per lei. Christie Allen, una ladra professionista, viene contattata dopo aver rapinato una banca ad Hong Kong, ed essere riuscita ad eludere la polizia di Hong Kong. Insieme a Max, che si prende il merito della rapina, viene invitata al torneo. Tina Armstrong, una prowrestler, riceve l'invito dopo aver messo K.O. un gruppo di pirati che volevano rubare il suo panfilo. I partecipanti sono così invitati a salire a bordo di un aeroplano, che li porterà sull'isola dove si terrà il torneo. Non sanno però che devono raggiungere l'isola paracadutandosi e nuotando fino alla terra ferma, e raggiungere il centro DOA prima del tramonto. Se falliscono, verranno squalificati.
Dopo essere arrivati sull'isola ed aver effettuato dei controlli, cominciano così i combattimenti diretti uno contro uno, che li porteranno alle finali del torneo. Intanto Ayane, ninja del clan di Kasumi, viene mandata sull'isola con il compito di uccidere quest'ultima. Finiscono per scontrarsi due volte, ma vengono interrotte in entrambi i casi. I combattimenti procedono, sino a quando il ninja Hayabusa, decide di indagare sulla scomparsa del suo amico Hayate, lo stesso motivo per il quale Kasumi sta partecipando al DOA. Hayabusa riesce ad entrare nell'edificio principale, ma si ritrova in trappola. Notando la sua scomparsa, Kasumi, Christie e Tina entrano a loro volta per cercarlo, ma vengono catturate da Donovan, organizzatore del torneo.
Le ragazze si rendono subito conto del suo piano malvagio, il suo tentativo di creare l'arma umana perfetta e di venderla agli acquirenti di tutto il mondo. Usando il torneo per testare tutti i combattenti, Donovan riuscì ad immagazzinare tutti i loro stili di combattimento in un microchip, che se indossato dava istantanea conoscenza delle forme di combattimento. Scoprono inoltre che Donovan è il responsabile della cattura di Hayate, che viene finalmente liberato. Donovan decide così di scappare dall'isola dopo che il suo piano fu smascherato, prendendo con sé tutto il denaro che era destinato al vincitore del torneo e inserendo l'autodistruzione per cancellare ogni prova sull'isola. Dopo uno scontro con Kasumi, Christie, Tina ed Helena, Donovan viene paralizzato tramite un ago di Kasumi, che gli blocca il sistema nervoso. I protagonisti riescono a fuggire dall'isola prima della sua distruzione, mentre Donovan ancora paralizzato muore, alla fine le 4 donne aiutano Kasumi a riprendersi il trono.

## Produzione
Il film iniziò le riprese il 4 marzo 2005, che si sono concluse il 19 luglio dello stesso anno. Tra i luoghi delle riprese spiccano Bangkok, Guilin, Heng Dian e Hong Kong. Il budget di produzione è ammontato a circa $21,000,000. Lisa e Kokoro sono solo alcuni dei pochi personaggi che non sono apparsi nel film, mentre due nuovi personaggi, Maximillian "Max" Marsh, e Weatherby, sono stati creati appositamente per il lungometraggio.

## Distribuzione
Il film è stato inizialmente distribuito l'8 settembre 2006 in alcuni paesi come in Italia, Australia, e Filippine.
Il film è stato poi distribuito in Nord America il 15 giugno 2007. Nel resto del mondo era già disponibile il DVD, contenente il documentario Making of e le scene tagliate. In America, il DVD è stato distribuito l'11 settembre 2007.
Il film ebbe successo negli Stati Uniti dopo aver raggiunto i $260,000 in una sola settimana. Fu proiettato in 505 cinema, durando 21 giorni. Nei box office stranieri guadagnò oltre $7,035,719. Il totale raggiunto dal film è $7,516,532.

## Differenze con il videogioco e riferimenti
La trama del film è basata sull'intreccio del primo videogioco, Dead or Alive, seppure con alcune modifiche: alcuni personaggi sono stati modificati, in particolare la loro biografia, mentre altri sono stati omessi o rimpiazzati. Questo è il caso di Helena, che appare inizialmente in DOA2 ed è in origine francese, che viene proposta come un'americana, anche se appare un riferimento a Parigi quando le viene chiesto dove si è fatta il tatuaggio. Inoltre, le relazioni tra i personaggi vengono semplificate, eliminando sottotrame o astio tra alcuni personaggi.
È inoltre presente la scena di una partita di beachvolley, un riferimento al videogioco Dead or Alive Xtreme Beach Volleyball, spin-off della serie originale.